# Брюлло, Павел Иванович
Па́вел Ива́нович Брюлло́ (Па́уль Гео́рг Брюлло́) (нем. Paul Georg Brulleau; 1760, Люнебург, Курфюршество Брауншвейг-Люнебург, Священная Римская империя — 1 января 1833, Санкт-Петербург, Российская империя) — русский скульптор немецкого происхождения, мастер декоративной пластики, живописец-миниатюрист; родоначальник знаменитой художественной семьи Брюлло — Брюлловых, отец Фёдора Брюлло, Александра и Карла Брюлловых. Академик Императорской Академии художеств (с 1794).

## Биография
Семья Брюлло принадлежала к французским протестантам (гугенотам), которые после отмены Нантского эдикта (1685 год) обосновались в Люнебурге. Оттуда Георг Брюлло в 1773 году перебрался в Россию, взяв с собой младшего сына и двух внуков от старшего сына, в том числе Пауля Брюлло, которому на тот момент было 13 лет. Обучался у своего деда Георга Брюлло и дяди, под руководством которых достиг большого мастерства. В октябре 1793 года Брюлло был определён в Императорскую Академию художеств и вскоре был удостоен звания академика.
В октябре 1793 года Пауль, или Паоло, Иванович Брюлло (Paul Brüllo) был определён в Академию художеств «для обучения класса резного, золотарного и лакировального мастерства», причём было поставлено условие, «чтоб ему выучить означенным мастерствам четырёх академических учеников совершенно, прилагая об их успехах всевозможное старание и не скрывая никаких секретов, принадлежащих к их усовершенствованию в тех мастерствах, потребные же для оных учеников к тому инструменты и материалы употреблять ему свои собственные, кроме принадлежащих вещей к рисованию, которые отпускать ему от казны, за что и производить ему от академии жалованья по двести рублей в год, считая со вступления его в должность с октября 11-го и притом дать казенную квартиру».

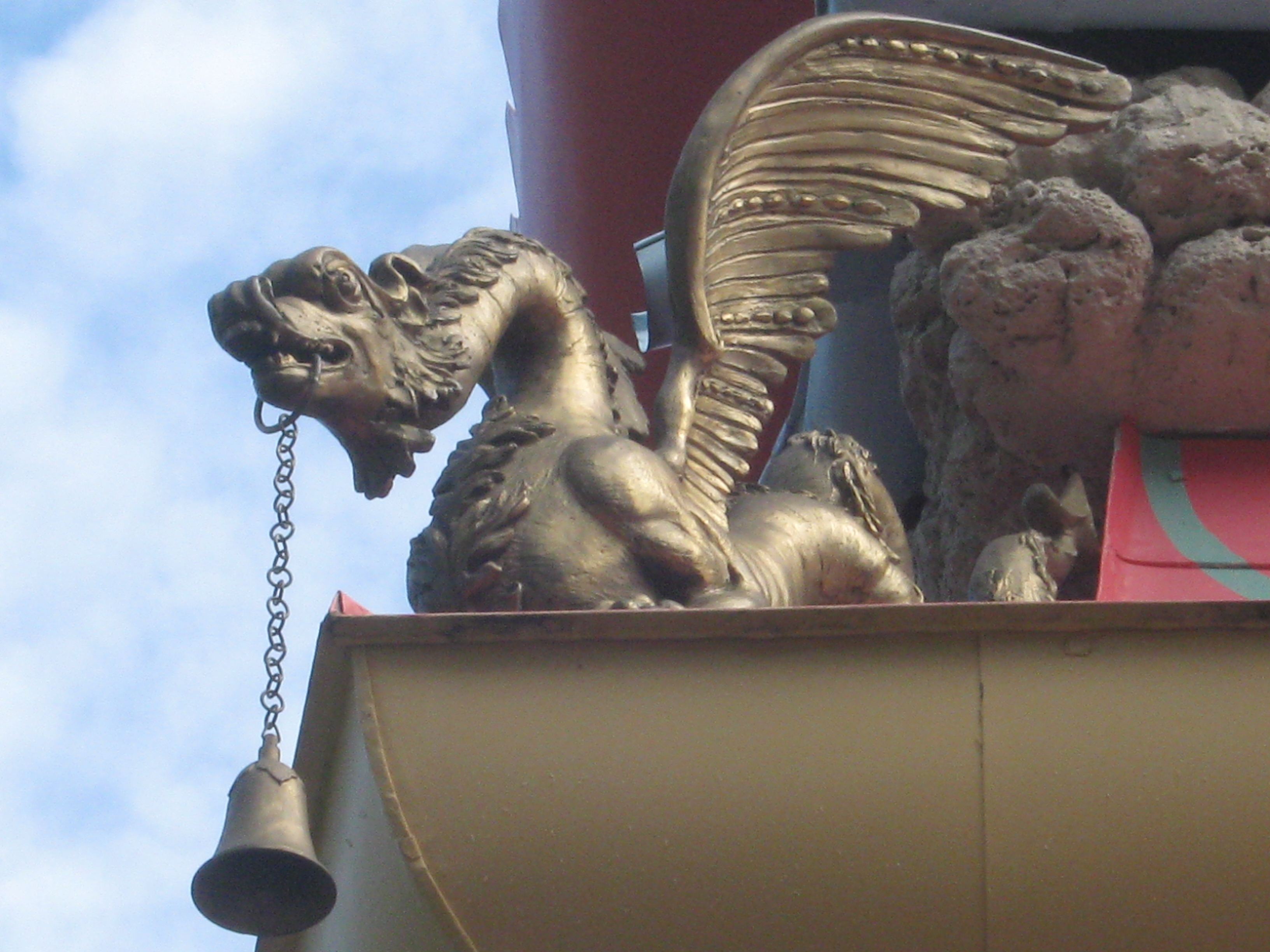
Драконы на Скрипучей беседке (1786) в Царском Селе выполнены Брюлло

В октябре следующего года Брюлло удостоен звания «академика скульптуры орнаментной на дереве… по сделанным для академии разным его работам»
В 1799 году Совет академии, «рассуждая о малой пользе, какая происходит от обучения мастерств часового и резного на дереве, определил оные классы уничтожить», и потому Брюлло должен был оставить службу в Академии. Впрочем, Академия, как видно, не прерывала сношений с Брюлло, так как и после поручала ему некоторые работы.
Семья
Павел Иванович Брюлло был женат дважды:
- с девицей Краутведель у него родился сын — Фёдор
- во втором браке с дочерью придворного садовника Марией-Елизаветой Фёдоровной Шредер у него родились четверо сыновей: Александр, Карл, Иван и Павел, и две дочери: Юлия и Мария.

В доме всегда царила трудовая атмосфера; Карл Брюллов свидетельствовал, что отец был постоянно занят: «я никогда не видел его праздным». Все сыновья Павла Ивановича пошли по художественной стезе.